# Sergio Bonfantini
Sergio Bonfantini (Novara, 28 aprile 1910 – Novara, 22 gennaio 1989) è stato un pittore italiano.

## Biografia
Figlio del sindaco socialista di Novara Giuseppe Bonfantini e di Maria Ferrari, aveva una sorella, Vera, e tre fratelli, Felice (Cino), Corrado e Mario.
Dopo alcune esperienze pittoriche in autonomia, divenne allievo di Felice Casorati nell'autunno del 1927, a soli diciassette anni, nonostante la famiglia dubitasse del suo talento. Il tramite era stato lo scrittore e regista concittadino Mario Soldati, compagno di scuola del fratello Mario, che lo aveva scoperto e incoraggiato. Dopo averne apprezzato i primi quadri inviatigli, Casorati chiese a Soldati solamente se il giovane fosse tenace e volenteroso, cosa che Soldati puntualmente confermò.

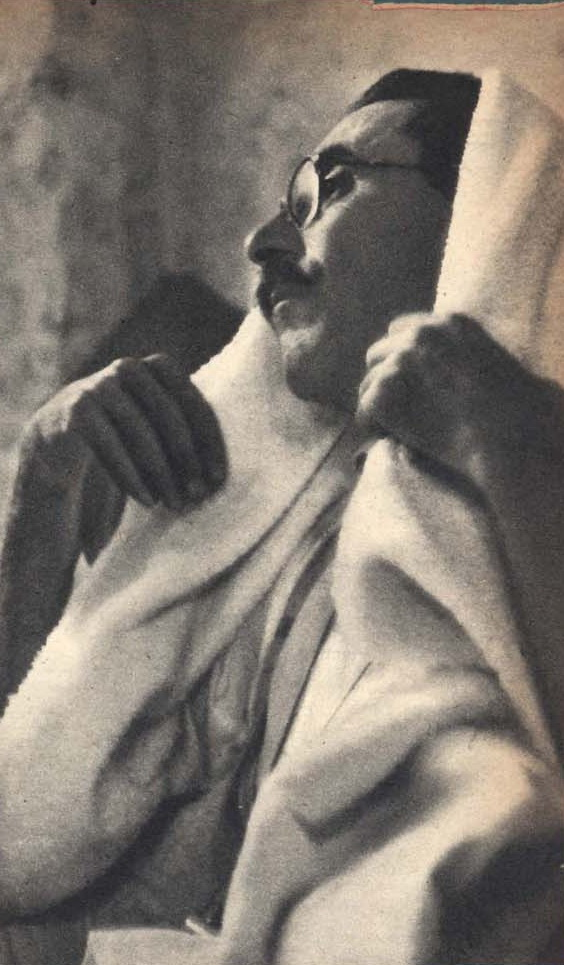
Mario Soldati, scopritore di Bonfantini

Iniziò ad esporre nel 1929 a Torino e alla Galleria Milano, in occasione delle mostre dedicate alla scuola di Casorati. Espose poi alla Biennale di Venezia nel 1930, nel 1932 e nel 1936 e alla Quadriennale di Roma nel 1931, 1935, 1939.
Durante la guerra partecipò attivamente alla Resistenza partigiana nei GAP, con i fratelli Mario e Corrado, conoscendo sia la lotta in montagna che la galera.
Negli anni '50 lo sappiamo frequentatore della celebre soffitta dell'artista novarese Edmondo Poletti, fulcro della vita artistica e culturale della città, assieme ad altre personalità di spicco quali l'architetto Giovanni Lazanio, lo scultore Riccardo Mella e la moglie del futurista Ignazio Scurto, Barbara.
Dopo la morte, per sua espressa volontà testamentaria, nacque la Fondazione Sergio Bonfantini, con lo scopo di conservare, tutelare e promuovere le sue opere.

### Il carattere
È descritto come uomo schivo e amante della solitudine. La passione per la pittura concedeva poco spazio alle attenzioni dei critici e dei galleristi.

## Stile
Marco Rosci e Rossana Bossaglia definiscono lo stile dei primi anni una originale interpretazione dell'espressionismo alla maniera di Constant Permeke e Mario Sironi, con temi ispirati al mondo rurale.
Già sul finire degli anni '30 è invece individuabile una forte componente di autonomia creativa.
Lo scrittore Giorgio Bassani percepisce la poetica di Bonfantini molto vicino alla propria, citando come esempio i contadini dipinti con verità e concretezza, con realismo storico e partecipazione morale e introspettiva.

## Opere
Una lista parziale delle sue opere, tra le più celebri:
- La famiglia del bifolco, 1929;
- Interno con finestra, 1932;
- Il giocatore, 1942;
- Vecchio seduto, 1947;
- Mele verdi con portafrutta, 1951;
- Figura di vecchia, 1952;
- La risaia, 1958;
- La porta-finestra, 1961.

La famiglia del bifolco si trova presso la Galleria civica d'arte moderna e contemporanea di Torino.
Dal 2009 una collezione di dipinti è concessa dalla Fondazione Sergio Bonfantini e visitabile come esposizione permanente presso il palazzo comunale di Borgomanero. Altre opere sono custodite e visibili presso la sede della Fondazione Achille Marazza di Borgomanero, nella "Sala Bonfantini".
Presso la Galleria Giannoni di Novara sono il Ritratto di Giuseppe Sormani del 1931 e alcuni schizzi a carboncino di mondine risalenti agli anni '60, tutti donati dallo stesso Sormani.

## Riconoscimenti
Nel 1989 il giornalista e scrittore Romolo Barisonzo gli ha dedicato un capitolo nel primo volume della serie Novaresi bella gente, ove è descritto come uomo schivo dal carattere ruvido, leale e gelosamente innamorato dei propri quadri.
Con la delibera n. 732 del 4 dicembre 2002, il comune di Novara gli ha intitolato una via nella frazione di Lumellogno.